# Minimoog
Minimoog (рус. Минимуг) — одноголосный аналоговый синтезатор, разработанный в 1960-е годы инженерами американской компании Р. Муга; инициатива в создании минимуга принадлежала инженеру Биллу Хемсету (Hemsath). В 1970 г. новый синтезатор был запущен в массовое производство и стал успешным коммерческим проектом (до 1981 продано свыше 12 тыс. экз.). Минимуг получил широкое распространение в США и за рубежом, прежде всего, потому что сохранял специфический звук и эффекты громоздкого "модульного" Муга, но был портативен и стоил относительно недорого (до $1500). В 1981 г. производство минимуга было прекращено, а компания Муга отдана в чужие руки. 
В 2002 г. Муг вернул себе бренд и стал выпускать обновлённую версию инструмента Minimoog Voyager (всего продано более 14 тыс. экз.), но его компания не смогла выдержать конкуренции с наводнившими рынок цифровыми и притом многоголосными, преимущественно японскими, синтезаторами, и в 2017 г. производство Minimoog Voyager было прекращено из-за нерентабельности.
В 1970–1980-е гг. минимуг широко использовали джазмены, развивавшие направление фьюжн (Чик Кориа, Херби Хэнкок, Джордж Дюк, Ян Хаммер и многие другие), рок-музыканты (Кит Эмерсон, Рик Уэйкман, Ричард Райт, Чеслав Немен), представители неакадемической электронной музыки (Kraftwerk, Tangerine Dream, Клаус Шульце, Томита Исао). Привычным стало звучание «муга» и в западной поп-музыке (в том числе в соул, диско и фанке). В России одним из первых минимуг использовал А. С. Зацепин для создания «фантастической» атмосферы в саундтреках фильма «31 июня» (1978; режиссёр Л. А. Квинихидзе) и полнометражного мультфильма «Тайна третьей планеты» (1981; режиссёр Р. А. Качанов).